# 미국 골프 협회

미국 골프 협회(United States Golf Association; USGA)는 미국과 멕시코의 골프 코스, 시설, 경기 연맹으로 이뤄진 미국의 단체이다.

## 같이 보기
- 미국 프로 골프 협회